# Артър Хилър
Артър Хилър (на английски: Arthur Hiller) е канадски кинорежисьор. 

## Биография
По време на дългогодишната си кариера е заснел над 30 филма за големи студия, включително „Любовна история“ (1970). Завършва магистратура по психология през 1950 г. Започва кариерата си в Си-Би-Си в Торонто през 1950-те години и постига успех като режисьор в телевизията, преди да се насочи към киното и Холивуд.
От 1989 до 1993 г. е председател на Режисьорската гилдия на Америка, а от 1993 до 1997 г. председателства над Американската академия за филмово изкуство и наука (ААФИН). През 2002 г. получава хуманитарната награда „Джийн Хершолт“ от ААФИН за неговите хуманитарни, благотворителни и филантропични приноси. Пак през 2002 година е награден с място в Канадската пътека на славата в Торонто.

## Избрана филмография
| Година | Филм                | Оригинално заглавие |
| ------ | ------------------- | ------------------- |
| 1970   | Любовна история     | Love Story          |
| 1972   | Човекът от Ла Манча | Man of La Mancha    |